# L.A Salami
Pour les articles homonymes, voir Salami (homonymie).
Lookman Adekunle Salami, connu sous le nom de L.A Salami, est un musicien et chanteur de folk-rock anglais actif depuis 2012.

## Biographie
Il a sorti trois albums et deux EP sur le label Sunday Best, ainsi que deux autres EP sur le label Camouflage.
Il est notamment inspiré par Bob Dylan et la musique des années 1960 et 1970.
Salami a percé en 2012, lorsqu'il a été choisi pour assurer la première partie de la tournée de Lianne La Havas. Salami a finalement été signé par le label londonien indépendant Camouflage Recordings. Christopher Bailey, directeur de la création de la maison de couture Burberry, a alors pris contact pour organiser une Burberry Acoustic Session, ce qui a conduit L.A. Salami à ouvrir le défilé Burberry Prorsum Menswear Spring/Summer 2014 dans les jardins du palais de Kensington, à Hyde Park, à Londres.
Le premier EP de Salami, Another Shade of Blue, est sorti chez Camouflage Recordings en 2013, et The Prelude EP en 2014, suivi d'une courte tournée en Grande-Bretagne,. En 2014, Burberry a demandé à L.A. Salami de créer la bande-son de sa campagne SS/14 Menswear, Zane Lowe l'a désigné comme une future star de BBC Radio 1 et Esquire Magazine l'a présenté comme l'un des dix « hommes les plus stylés de la musique »,.
En 2015, Salami a signé avec Sunday Best Recordings et Domino Publishing. Il passe le reste de l'année à travailler sur son premier album complet, enregistrant avec le producteur Matt Ingram aux Urchin Studios à Londres

## Discographie
EPs
- 2013 : Another Shade Of Blue
- 2014 :The Prelude EP
- 2017 : Lookman & The Bootmakers
- 2019 : Self Portrait In Sound

Albums
- 2016 : Dancing With Bad Grammar
- 2018 : The City Of Bootmakers
- 2020 : The Cause of Doubt & A Reason To Have Faith
- 2022 : Ottoline